# Fit & gesund
fit & gesund ist ein wöchentliches Gesundheitsmagazin auf DW-TV, dem Auslandsfernsehen der Deutschen Welle. Das Magazin liefert in Moderation, Beiträgen und Studiointerviews Informationen aus den Bereichen Medizin, Fitness, Ernährung und Wellness. fit & gesund wird weltweit ausgestrahlt. Seit dem 6. Februar 2012 wird neben der deutschen und englischen Fassung (in good shape) die Sendung auch auf Spanisch („en forma“) und auf Arabisch („صحتك بين يديك“) produziert. 200 Millionen Haushalte weltweit können die Sendungen im Programm von DW empfangen. Zusätzlich übernehmen Partnerstationen in aller Welt fit & gesund und die fremdsprachlichen Fassungen in ihr Programm. Dazu kommt die Verbreitung über Live-Stream und Video on Demand.

## Ausstrahlung
Die etwa halbstündige Sendung erreicht alle Zielregionen des deutschen Auslandsfernsehens zur jeweiligen Hauptsendezeit. Das Magazin wird seit dem 23. April 2008 wöchentlich auf DW in einer deutschen und englischen Fassung und seit dem 6. Februar 2012 zusätzlich in einer spanischen und arabischen Fassung ausgestrahlt und mehrfach wiederholt.

## Moderatoren
Carsten Lekutat moderierte ab August 2012 die deutsche Ausgabe des Gesundheitsmagazins und die englische Fassung in good shape. Dierk Heimann moderierte bis Ende 2013 die deutsche und englische Ausgabe des Gesundheitsmagazins. Die spanische Fassung wird von Rosa Casals und Jesús Marín im Wechsel moderiert.  Bei der arabischen Fassung steht Maissun Melhem vor der Kamera.

## Aktuelle Rubriken
- „Wellness“ kennzeichnet Beiträge, die sich besonders den Themen Entspannung und Schönheit widmen.
- „Alternativ“ steht für Beiträge, in denen Heilmethoden vorgestellt werden, die sich als Alternative oder Ergänzung zu Behandlungsmethoden der „Schulmedizin“ verstehen, wie sie im Medizinstudium an westlichen Universitäten gelehrt werden.
- „Ernährung“ kennzeichnet Beiträge, die sich speziell mit Ernährungsgewohnheiten beschäftigen.
- „Tipp“ ist die Rubrik für Servicebeiträge, die den Zuschauern praktische Ratschläge für ein gesünderes Leben geben.
- „Nah dran“ ist die Überschrift für Serien, die über mehrere Folgen Menschen begleiten. Themen sind z. B. Rauchentwöhnung, Diäten oder schwierige Operationen.
- „Fitness“ kennzeichnet Beiträge, die sich mit dem Thema Sport beschäftigen.